# Rehabilitační lékařství

Fyzioterapie a rehabilitace v domácím prostředí

Rehabilitační lékařství je základní medicínský obor s úzkým propojením na řadu dalších odborností a který se zabývá oblastmi, jež představují v moderní společnosti největší socioekonomický problém. Rehabilitace lidí poškozených nemocí nebo úrazem je celospolečenským procesem (ve smyslu tzv. ucelené, komprehenzívní rehabilitace) a představuje koordinovanou činnost všech složek společnosti (státu, institucí, organizací a jednotlivců) s cílem znovu zařadit člověka postiženého na zdraví následkem nemoci, úrazu či vrozené vady do aktivního společenského života. Tento systém se řeší na úrovni zdravotnické, sociální, kulturní, pedagogické, pracovní, technické, legislativní, ekonomické, organizační a politické.

## Historie
Přibližně od konce první světové války bylo rehabilitační lékařství prováděno pod pojmem "péče návratná". Největší rozvoj této disciplíny byl ale v období druhé světové války, kdy bylo zapotřebí velké počty zraněných učinit znovu schopnými pro tehdejší válečné potřeby. Až po válce tak byly Světovou zdravotnickou organizací (WHO) konstituovány základy rehabilitace. Skupina expertů WHO vypracovala několik definic, určujících rozsah oboru.
V Československu se obor konstituoval přibližně v padesátých letech 20. století. Největší zásluhu na jeho zařazení mezi obory léčebně preventivní péče měl profesor Vladimír Janda, který byl rovněž do roku 2000 přednostou rehabilitační kliniky 3. LF UK a FNKV v Praze.

## Definice
Podle OSN je kvalita úrovně rehabilitace kritériem kulturní úrovně společnosti. Jde o celospolečenský proces, který se dotýká téměř všech aspektů společenského života.
Podle statistik má 95 % lidí problémy, které lze léčit rehabilitačními postupy. Rehabilitační medicína představuje komplex medicínských preventivních, diagnostických a terapeutických opatření směřujících k obnovení maximální funkční zdatnosti jedince postiženého na zdraví cestou odstranění či substituce, případně snížením či zpomalením progrese. Použité metody mají za cíl zlepšit stav pohybovového aparátu, zmírnit bolest, snížit svalovou únavnost a také zvýšit paměťové schopnosti.
- 1969 – definice WHO: Rehabilitace je kombinované a koordinované využití lékařských, sociálních, výchovných a pracovních prostředků pro výcvik nebo znovuzískání co možná nejvyššího stupně funkční schopnosti.

- 1980 – definice: Rehabilitace směřuje nejen k výcviku zdravotně postižených a hendikepovaných osob, aby se přizpůsobily svému okolí, ale současně se uplatňuje v jejich bezprostředním okolí a společnosti jako celku, aby se jejich sociální integrace usnadnila.

- 1981 – definice: Rehabilitace zahrnuje všechny prostředky, směřující ke zmírnění tíže omezujících a znevýhodňujících okolností a umožňuje zdravotně postiženým a hendikepovaným osobám dosáhnout sociální integrace.
- dle definice OSN jde o proces, jehož cílem je umožnit osobám se zdravotním postižením, poškozeným úrazem, nemocí nebo vrozenou vadou, aby dosáhly a zachovaly si optimální fyzickou, smyslovou, intelektovou, psychickou a sociální úroveň funkcí a poskytnout jim prostředky k dosažení vyšší úrovně nezávislosti a kvality života. Rehabilitace může zahrnovat opatření pro zajištění a obnovu funkcí nebo opatření kompenzující ztrátu či funkční omezení.

Z definic vyplývá, že rehabilitační medicína je interdisciplinárním oborem, jehož metodologií je integrace člověka postiženého vrozenou vadou, chronickou chorobou nebo úrazem do společnosti. Z člověka trpícího (homo patiens) se tak má opět stát jedinec činný (homo agens).
V České republice nese lékařský obor název rehabilitační a fyzikální medicína. Jeho absolventi působí v rehabilitačních léčebných ústavech a lázních.

## Dělení oboru
Obor se člení na řadu specializací:
- pracovní rehabilitace
- sociální rehabilitace
- fyzikální medicína
- kognitivní rehabilitace
- myoskeletální (manuální) medicína
- fyzioterapie
- ergoterapie
- ortotika a protetika

Samostatným úzce propojeným oborem je balneologie.